# David Soslan
David Soslan (en georgiano: დავით სოსლანი) (?-1207) fue un príncipe de Alania y segundo marido de la reina de Tamar de Georgia, desde 1189. Es principalmente conocido por sus proezas militares durante las guerras de Georgia contra sus vecinos musulmanes.

## Orígenes

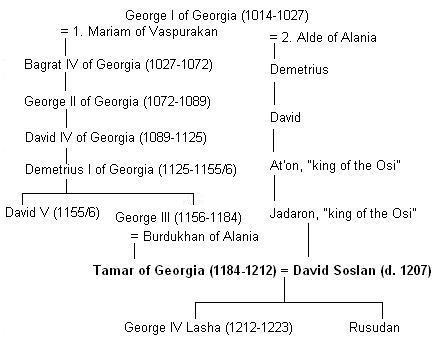
Genealogía de David Soslan propuesta por el príncipe y cronista Vajusti de Kartli.

David Soslan fue un miembro de la casa real de Alania (Ovseti o Oseti en el fuentes georgianas), un reino cristiano ortodoxo en el Cáucaso septentrional con un histórico de matrimonios con la dinastía Bagrationi  de Georgia.
Un cronista anónimo de la época de Jorge IV Lasha (hijo de Tamar y David Soslan; 1212–1223), adscribe a Soslan una ascendencia bagrátida.
Una versión más detallada de sus orígenes bagrátidas deriva de las obras del príncipe e historiador georgiano de siglo XVIII Vajusti Bagrationi. Según esta, era un descendiente de Jorge I de Georgia (1014–1027) y su mujer alana Alde, a través de su hijo Demetrio, que tras fracasar en tomar el poder frente a Bagrat IV de Georgia hubo de refugiarse en Alania. Según Vajushti, David y sus descendientes - Aton y Jadaron - se casaron con miembros de la dinastía alana y pasaron a ser "reyes del Osi". Jadaron fue, según esta teoría, el padre de Soslan. Mientras esta cuenta es considerada creíble por académicos modernos como Mariam Lordkipanidze y Cyril Toumanoff el origen de Soslan es aún tenido por incierto.
Una cita del autor georgiano del siglo XIII de Historias y Eulogios de los soberanos afirma que David estaba bajo la protección de la tía paterna de Tamar, Rusudan, y provenía de "los descendientes [ძენი; literalmente, "hijos"] de Efraín, que son Osi, hermosos y fuertes en batalla." El historiador georgiano Korneli Kekelidze sugiere que la familia de David Soslan – los "efraímidas" – podrían haber reclamado descender del Efraín bíblico y comparó esta leyenda familiar con la de los bagrátidas, que se atribuían ser descendientes de David, el segundo rey de Israel.
En 1946, la arqueóloga norosetia Evgeniya Pchelina anunció que, durante las excavaciones de la capilla Nuzal en la garganta de Ardon, había descubierto la presunta tumba de David Soslan. La identificación se basaba en Soslan mencionado en una inscripción asomtavruli en la capilla, sugiriéndo que David Soslan podría haber sido un miembro de la familia Tsarazon (en osetio: Цæразонтæ), un clan famoso en la tradición oral osetia. La hipótesis no ha sido aceptada por muchos historiadores georgianos, aunque goza de popularidad entre los historiadores osetios.

## Matrimonio

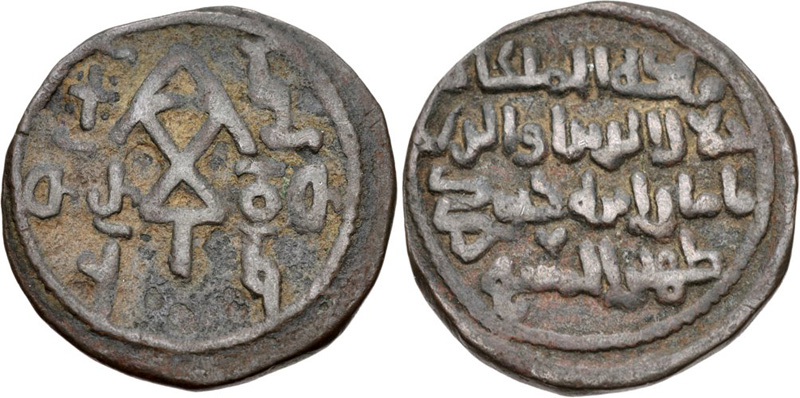
Una moneda acuñada con los nombres de Tamar y David en 1200

Tamar se casó con David Soslan en el Palacio de Didube cerca de Tiflis entre 1187 y 1189, después de haberse divorciado de su primer marido, el príncipe rus Yuri Bogolyubsky. Según el cronista armenio Mkhitar Gosh en su Ishatarakan ("Memorabilia"), Tamar "desposó un hombre del reino alano, su pariente por lado de su madre, cuyo nombre era Soslan, nombrado David tras su ascenso al trono [georgiano]".
En contraste a Yuri, candidato del partido aristocrático, David fue elección personal de Tamar. David, un capaz comandante militar fue un importante apoyo de Tamar siendo instrumental en la derrota de los nobles partidarios de Yuri. Tamar y David tuvieron dos niños. En 1191, la reina dio a luz a un hijo, Jorge – el futuro Jorge IV (Lasha) – un acontecimiento ampliamente celebrado en el reino. Su hija, Rusudan, nació c. 1193 y sucedería a su hermano como soberana de Georgia.
David Soslan aparece en calidad de marido de Tamar, en arte, en cartas y monedas, estrictamente por la necesidad de un hombre en el protocolo real pero subordinado a Tamar, que detentaba el trono por derecho propio.
David apoyó la política expansionista de Tamar y fue responsable de los éxitos militares de Georgia en una serie de conflictos. Las fuentes medievales georgianas alaban su hermosura, talentos militares, valor y devoción a Tamar. En la década de 1190s, David Soslan dirigió al georgiano en incursiones contra Barda, Erzurum, Geghark'unik', Beylaqan y Ganja. Sus victorias sobre los ildegizidas de Azerbaiyán en Shamkor (1195) y contra los selyúcidas de Rum en Basiani (1202) aseguraron las fronteras orientales y occidentales de Georgia, respectivamente. Murió poco después, c. 1207.